# 储安平
储安平（1909年11月5日—1966年9月失蹤），江苏宜兴人，中国现代学者、知识分子。出身望族，曾留学英国，后任复旦大学教授。民国时期著名评论家，《观察》社长和主编。曾因被控洩漏了軍事機密而导致杂志被查封。中华人民共和国成立後曾出任新华书店经理、《光明日报》社总编、九三学社宣传部副部长等职。1957年，因响应“百花齐放、百家争鸣”方针，發表了《向毛主席和周总理提些意见》（即“党天下”）一文。毛泽东对此不满发文反驳，并迅速发起了反右运动。儲安平被作为右派典型打倒，其家人和诸多相关人士均受牽連。1966年，文化大革命中储安平遭受迫害而失踪，后被宣布死亡。1978年後，55萬右派被平反改正，但儲安平依然是不予改正的中央级“五大右派”之一。

## 生平

### 青年時代
儲安平出身于宜兴望族。宜興儲氏為唐代詩人儲光羲之後，自南宋以來，科名長盛不衰。儲安平十二世祖儲昌祚、九世祖儲方慶、八世祖儲大文皆為進士。儲安平出生后六天即丧母，14岁丧父，依靠祖母、伯父儲南強抚养成人。儲南強肄業於江陰南菁書院，與黃炎培是同學，曾官南通知縣。1916年，儲進入伯父在當地辦的武廟小學。1923年，去南京進入私立正誼中學，5月，祖母去世，這對儲的影響很大。1924年夏，轉入東南大學附屬中學。1925年，五卅慘案之後，收回教育權運動興起，從聖約翰大學等教會學校離校的師生創辦了光華大學，儲也在這時轉入光華附中。儲進入光華也和他受左翼思潮影響密不可分。1928年9月，储安平升入光华大学文科政法系，爱好文学创作，是为“新月派”后起之秀，與徐志摩等人均有往來，徐也是這個時期對他影響最大的一位。大學期間儲在郭子雄離職後擔任《光華週刊》的主任，這也為之後在傳媒的工作打下基礎。這時正值光華大學的黃金時期，胡適、徐志摩、張東蓀、羅隆基、潘光旦、田漢、邵洵美皆在光華任課，儲也因此與之相識。同學中儲也認識了幾位摯友，如趙家璧，穆時英和錢公俠。1929年儲與穆時英組織“光華文學會”，同時也被選為學校劇團的主席，不過因為田漢的辭職，自己亦辭去了這個職務。1930年，光華發生學潮，也是在這年儲與端木露西相識，也因學潮之故，儲對校方的態度不滿因而於隔年2月離開光華北上至燕京大學旁聽。3月收到端木露西來信後歸滬。1931年九一八事變後他也積極參加抗日救國運動，擔任光華抗日救國會的常務。9月23日國民黨上海黨部召開“上海各大學學生抗日救國聯合會”，儲被選為委員，並於25日赴南京與國民政府要員，包括蔣介石見面。在請願的會場，儲安平因不滿蔣對出兵的含混回答挺身而出，質問政府為什麼不出兵東北。這之後儲未再參加第三次的請願活動。11月23日，他與一起進京的同學李椿森組成了“隨軍記者團”，雖然並無進行記者活動，但他未放棄做隨軍記者的想法。12月6日，儲參加“青年援馬團”北上，在蘇州遇到同在宣傳抗戰的端木露西，但他並未停留，1932年1月3日，到達北平。不久淞滬抗戰爆發，儲安平旋即回滬。光華亦因戰爭導致校舍被毀宣告停課，6月，儲在張東蓀主辦的《再生》雜誌上發表評論文章，大加撻伐國民黨，表達心中不滿。7月16日，儲安平順利畢業。
畢業後儲回到宜興庚桑洞調養。1932年8月，吳稚暉和李書華來到宜興，吳稚暉和儲安平的伯父儲南強是江陰南菁書院的同學，關係要好。因為這層關係儲安平結識了吳稚暉，吳讀罷儲安平寫的散文後稱讚有加，對其十分欣賞。1933年，春節過後他身體好轉就打算到南京閒居，這段期間他筆耕不輟記錄自己的所見所感。

### 傳媒生涯
1933年7月，進入南京《中央日报》，接手副刊《中央公園》的编辑工作，同时在國立戏剧学校兼课。1934年5月10日，储安平編輯的《中央日報·文學週刊》創刊。6月与端木露西结婚。1935年，儲安平主編的《文學時代》出版。《中央日報》時代的儲安平最大的變化是放棄散文而改寫文學評論，在光華時代，儲在文學創作上有一個從散文到小說的轉變，而隨著他對文壇和文人的評價越來越低，逐漸轉向了一位評論家。1936年6月，出國留學，隨船隊至德國，正遇柏林奧運開幕，便留德參觀。8月19日，至倫敦，在伦敦政治经济学院遇到光華校友夏鼐，陳鳳書等人。。9月20日，前往愛丁堡大學開啟了真正的留學之旅。1937年1月10日，回到倫敦自學，3月，端木露西也赴英和儲團聚。在英期间担任无薪酬、只领稿酬的《中央日报》驻欧记者。
抗战爆發，1938年1月，儲安平和端木露西取道德國回國，到達香港，後到武漢。6月，和《中央日報》取得聯繫便從武漢來到長沙。8月，隨《中央日報》遷往重庆，先後擔任《中央日报》和《新評論》撰述、编辑，同時也在政治大學任課。1939年夏秋之際，端木露西和程滄波傳出桃色緋聞，這時他還沒有選擇離婚，而是原諒了端木露西。1940年8月後，辗转于湘、桂之间。11月，至湖南安化县蓝田镇国立师范学院讲授英國史和世界政治概论等課程。日军侵占桂林后返重庆。1943年，在師範學院附近開辦袖珍書店出版文庫本小書。也是在這年他与端木露西离婚，結束了這段近十年的婚姻。后在桂林担任《力报》主笔。1944年豫湘桂戰役爆發，師範學院也受到戰事影響，儲安平也隨學校逃難至溆浦。1945年，在湖南辰溪《中国晨报》發表社論。5月回到重慶並辭去了師範的教職，11月，与力報的主事者张稚琴创办《客觀》周刊，任主编。。《客觀》雜誌一經出版便洛陽紙貴，有很好的反響，但因為和副刊編輯聶紺弩筆戰，發現自己志向不在此，萌生了出走的念頭。
1946年春，储安平离开《客观》杂志，1月6日，在重慶籌辦新刊，定名為《觀察》，任社长和主编，并使得《观察》成为国共内战时期著名的自由主義刊物，8月，任复旦大学政治系教授，並在新聞系兼課，讲授《比较宪法》、《各国政府与政治》等课程。9月1日，《观察》半月刊創刊，這本雜誌的宗旨是“代表一般自由思想分子”，“对政府、执政党、反对党都做毫无偏袒的评论”，基本立場是“民主、自由、進步、理性”以“高級知識分子”為閱讀對象。储安平对国民党有批评，比如称其“七十天是一场小烂污，二十年是一场大烂污，烂污烂污，二十年来拆足了烂污”，也对共产党有批评，比如称“我不相信在共产党的统治下，人民能获得思想及言论等等基本自由，能实现真正的民主”，还对美国也有批评，他的《中国的政局》一文对两党，还有自己所属的自由思想分子，都提出批评，其结论是，“自由思想分子可以起来，应该起来；这不是他们高兴不高兴，愿意不愿意的问题，而是他们的一个历史上的责任问题。”在《觀察》上『中間路線』的代表人物發表了大量討論『第三條道路』的理念和主張。
1947年2月，傅斯年在國民參政會上主張清查孔宋產業，並發表名文《這樣的宋子文非走開不可》，轟動一時，儲安平也向傅斯年約稿，很快便在《觀察》上發表《論豪門資本之必須剷除》一文。儲安平非常感謝傅斯年的文章，對其盛讚不已，而且期待中國政治界能出現更多的傅斯年一改中國的政治文化。這年學潮洶湧，儲安平也在《觀察》上連續發表文章支持學潮。7月，國民政府發佈『戡亂總動員令』，11月，“民盟”也被歸為反動團體解散，這些事件也讓儲安平的思想有所轉向。
1948年10月，《觀察》發表張申府和楊人楩兩篇反對內戰的文章，這時正值遼沈戰役接近尾聲，而這兩篇文章呼籲停戰，這也引起中國共產黨方面的不快。11月27日，《观察》刊出的張今鐸所撰的军事通讯《徐淮战局的变幻》，報道了國軍統帥部在徐蚌會戰中的戰術改變和新武器的大量使用，以及“分析陳布雷之死與翁文灝之拖”，蒋中正說：“我們的軍事機密已經被人家在雜誌上洩露了，還打什麼仗？”，下令追捕该文的特约记者。1948年12月25日，查封《觀察》和逮捕《觀察》工作人員，這就是中國近代史上著名的「《觀察》事件」。此後，王造時出面，以自己的影響力多方奔走，給當局施壓。並於1949年2月，親自擔保和營救了包括美術家朱宣咸在內數位《觀察》人士出獄。儲安平在查封之前就已逃往北平，12月30日，北平的警察闖入《大公報》社等待抓捕儲安平，這時儲安平於樓邦彥、王鐵崖等好友家暫避，未被逮捕。
1949年1月14日，毛澤東針對蔣介石提出的元旦求和文告提出和平談判八項條件，北平有多位知识分子和社会人士表示支持，儲安平也聯署通電表示擁護。4月22日，參加『民主人士東北參觀團』考察中共控制地区的情況。歸來後被安排住進了遠東飯店，正式成為內定的政協代表。1949年11月1日，《观察》正式复刊，但封面上的Independent，Nonparty字樣不見了。1950年，《观察》终刊后，任新华书店副总经理。下半年由潘光旦和費孝通介紹加入中國民主同盟。1952年，改任中央出版总署发行局副局长。9月，加入九三學社。1954年，當選第一届全国人大代表。5月到達烏魯木齊，開啟了為期兩年的新疆之行。1956年，任九三学社中央委员兼宣传部副部长。

### “黨天下”言論與遭迫害
1957年4月1日，经胡乔木推荐任《光明日报》总编回到北京工作，他在赴任之前借用主編的身份說服許德珩，接過了《九三社訊》的主編，在他手中這本雜誌也變成了九三學社鳴放和整風的陣地。19日，《光明日報》的中共黨組正式撤出，這也標誌著其成為一份真正的民主黨派的報紙。30日，毛泽东在天安门城楼上召集民主党派负责人座谈，请他们积极提意见，帮助共产党整风。为消除党外人士的思想顾虑，中国共产党再次重申了“知无不言，言无不尽；言者无罪，闻者足戒；有则改之，无则加勉”的原则。在这种政策影响下，经历胡风案等一系列批判事件后的知识分子开始逐渐向中共提出批评和意见。6月1日，在中共中央统一战线工作部召集的座谈会上，储安平以《向毛主席和周总理提些意见》为题发言，称“宗派主义的突出，党群关系的不好，是一个全面性的现象。”而且与中央也有很大关系。并且称在百花政策後“大家对小和尚（基层党员）提了不少意见，但对老和尚（中共高层）没有人提意见。”并委婉地批评政府已经成为一党天下，國務院12位副總理中無黨外人士，最后总结“这个‘党天下’的思想问题，是一切宗派主义现象的最终根源，是党和非党之间矛盾的基本所在”。此文一出石破天惊，动撼朝野。次日，《人民日报》、《光明日报》以醒目标题显著位置全文刊登。
6月6日，国务院秘书长习仲勋邀请党外人士举行座谈。国务院秘书长助理卢郁文首先发言，批评储安平的“党天下”的提法是严重的错误。6月8日，《人民日报》发表了毛泽东亲自执笔的、题为《这是为什么？》的社论，反右序幕从此拉开。此后，对储安平铺天盖地的揭发、批判与控诉接踵而至。子女被迫划清界限，同事纷纷“检举揭发”，储安平陷入天下围攻的局面。6月10日，毛澤東在《人民日報》上發表社論指《光明日報》是資產階級的，將之定性。“黨天下”的言論逐漸發酵，香港和海外不斷傳來聲援的言論，並指儲安平是“反共知識分子”。6月21日，储安平在九三学社中央常务委员会第十六次扩大会议结束时“承认错误”，他说，他看到台湾和香港的“反动报纸”为他喝彩时“感到很沉重”，并表示“要认真地挖掘自己的思想根源，并且交代同章伯钧、罗隆基的关系”。7月，召开的第一届全国人大第四次会议上，储安平作了题为《向人民投降》的发言，《人民日报》全文发表。
然而对储安平的批判并未因此而结束。11月11日，作为《光明日报》总编辑的储安平和《光明日报》社长章伯钧被同时免职。在1958年1月18日至24日召开的九三学社第四届中委会第三次全会上，储安平中央委员、中央宣传部副部长的职务被撤销。1月31日，第一届全国人大第五次会议召开，决定取消储安平人大代表的資格。。
在這之後，儲安平沒有了任何的工作和職務，九三學社為了貫徹“分配待遇較低的工作”的處分，聯繫商務印書館，讓他做一些不署名的校譯工作。家庭亦受到牽連，長子儲望英是朝鲜战争中国人民志愿军的軍官，被強制轉業復員回到在上海的母親端木露西身邊做小學老師。1959年秋，與易吟先離婚。這年全國政協成立了文史資料委員會，儲安平受邀寫作自己的早年經歷。1960年，九三學社將儲安平發配到北京西南郊模式口的全國政協勞動基地下放改造一年。1966年6月1日，《人民日报》发表社论《横扫一切牛鬼蛇神》，作为著名“大右派”，储安平也成为被“扫荡”的对象。8月31日，幾乎每天都遭受批斗的储安平在青龙桥投河自杀未遂，在九三学社關押了幾天后，被趕回了家。1966年9月上旬失踪，生死不明。

### 關於失踪的不同说法
隱居說：有一位謝泳的無錫讀者曾給他來信，說他在年輕時在南京湯山見過一位老者，與他談起宜興的名人舊事，講到儲安平時那位老者神色怪異，據此推斷儲安平可能到江蘇一帶隱居。
出國说：章詒和曾提到，八十年代吳祖光出國時，遇到一個老作家跟他講自己在美國街頭曾遇過一人酷似儲安平，便高呼他的名字，那個人驚恐萬分，飛奔逃走。
自杀说：章詒和在《最後的貴族》中提到，儲安平在失踪前給李如蒼留一張紙條，上面寫「如蒼兄，我走了。儲」。李如蒼家住什剎海銀錠橋離儲安平棉花胡同的家只有兩公里，儲安平很喜歡什剎海的景色，常常到李如蒼家做客。所以有可能他從九三學社出來後又萌生自殺的念頭，選擇什剎海自盡。
虐殺说：曾經有鄰居聽見儲安平被毆打的聲音，也有友人見過紅衛兵抄家後血跡斑斑、人去樓空的慘狀。所以有可能在被打死後秘密火化。。

## 言论
|                                                                            | 我们历观中国最近二十余年的历史，深感过去中国政治上的人物对于党争的兴趣太浓厚，排除异己，不择手段，一切施政，常以私党的利益为首要，对于真正有关民生的建国大业，大都缺乏兴趣，缺乏热忱。政治上这种人一多，国家即易陷入乱境，而不易纳于治途。因为政治不清明，社会无是非，秩序不安定，民生不改善，而却希望这个国家稳定，是诚难乎其难。所以就今后中国治乱而论，应当鼓励一切对于党争兴趣淡薄的人，出而参政，尽量减少磨擦的空气，多从事改善民生的工作。 |
| ——储安平《中国未来局面中的一个安定因素》，《中国现代思想史简编第五卷》19页 | |

|                                                                 | 过去外蒙之为中国领土，无人敢加否认，而共产党报纸竟公然刊载“外蒙共和国总理”某某人抵达莫斯科之消息。苏联东，共产党亦东，苏联西，共产党亦西；甚至苏联与中国有什么间题时，共产党报纸的论调似乎也成为了一个非中国人的报纸的论调。在许多地方，常常使人觉得，中国共产党较之苏联似尤「苏联化」，而中国共产党的报纸恐怕比苏联的报纸更象一个苏联的报纸。 |
| ——储安平《共产党与「国家」》 ，《中国现代思想史简编第五卷》23页 | |

|                                                  | 因为唯有承认人民思想及言论的自由，始能真正实现民主的政治，然则吾人以此事衡量共产党，则共产党是否能容许今日生活在共产党统治区域中的人民有批评共产主义或反对共产党的自由？假如容许，则何以我们从来没有看到在共产党区域中出版的报纸有任何反对共产党或批评共产党的言论，或在共产党区域中有何可以一般自由发表意见的刊物？ |
| ——储安平《共产党与民主自由》，《客观》第4期第2页 | |

|                                                               | 我不相信在共产党的统治下，人民能获得思想及言论等等基本自由，能实行真正的民主。凡是在一个讲究「统制」，讲究“一致”的政党的统治下，人民是不会有真正的自由，因之也不会有真正的民主 的。人类思想各殊，实为一种自然的人性，假如任何政党想使在他统治下的人民，在思想上变成同一种典型，这实违反人性而为绝不可能之事。而人民之有无思想言论之自由，又为一个国家或一个社会之有无「民主」的前提。因为假如一个人没有思想自由、言论自由，则他何能自由表示其意见。假如人民不能自由表达其意见，则这个国家或这个社会，又何能实行民主？ |
| ——储安平《共产党与民主自由》 《中国现代思想史简编第五卷》25页 | |

|                                                              | 就我个人言，共产党今日虽然大呼民主，大呼自由，而共产党本身固不是一个能够承认人民有思想自由言论自由的政党，同时共产党所谓的民主，是「共产党民主」，而不是我们所要求的「人人可以和平地，出乎本愿，不受任何外力干涉，而自由表示其意见」的民主。「共产党民主」与「人人可以和平地，出乎本愿，不受任何外力干涉，而自由表示其意见」的民主，固为截然两事，两者之间实有极大的距离。 |
| ——储安平《共产党与民主自由》《中国现代思想史简编第五卷》26页 | |

|                                                        | 在一个民主国家，一个由民选出来的政党，为了顾全本党的前途，搞不下时，早就漂漂亮亮的下台了，但在一个以武力争得政权的国家，一个执政党，即使在最无办法的时候，还是要挣扎维持其政权。挣扎是人情之常，就看如何挣扎。在正路上挣扎，成败另为一事，要亦不失为一种努力，若走错了路，则所有的挣扎，都成为了一种浪费和罪行。 |
| ——储安平《中国的政局》《中国现代思想史简编第五卷》28页 | |

|                                                         | 在过去一年多的和谈中，共产党一直把持攻势地位。他们一再要求和平。国共双方对于“和平”究竟有无诚意？有人认为国民党是有诚意的，有人认为共产党是有诚意的。我们认为国共两方面根本就无所谓诚意不诚意。我认为只有「顾到自己，也顾到对方，更顾到国家」，这才算是「诚意」，专门替自己打算，都是为私，绝不足以语「诚」。即以「和平」而论，以前共产党的「无条件停战」和最近国民党的「就地停战」有什么不同？最妙的是双方的主张停战，据说都是为了人民。既然共产党的「无条件停战」和国民党的「就地停战」没有什么不同，则为什么共产党要求「无条件停战」时，国民党不接受，国民党要求「就地停战」时，共产党不接受？原来停战与张三有利时，张三即要求停战；停战与李四有利时，李四即要求停战。一切都是为了自己，老百姓只是他们的幌子。现在我们看得很明白，共产党对于「和平」是越来越不发生兴趣了，要和平，从前是「无条件」的，现在是有条件的了；或者从前的条件低，现在的条件就高了。 |
| ——储安平《中国的政局》 《中国现代思想史简编第五卷》31页 | |

|                                                         | 老实说，宪法不宪法，共产党并无太大的兴趣，共产党真正的兴趣，还是在军队和地盘两者之上。 |
| ——储安平《中国的政局》 《中国现代思想史简编第五卷》32页 |                                                                                        |

|                                                        | 坦白言之，今日共产党大唱其「民主」，要知共产党在基本精神上，实在是一个反民主的政党。就统治精神上说，共产党和法西斯党本无任何区别，两者都企图透过严厉的组织以强制人民的意志。在今日中国的政争中，共产党高喊「民主」，无非要鼓励大家起来反对国民党的「党主」，但就共产党的真精神言，共产党所主张的也是「党主」而决非「民主」。要知提倡民主政治有一个根本的前提，而且这个前提一点折扣都打不得，就是必须承认人民的意志自由（即通常所称的思想自由）；惟有人人能得到了意志上的自由，才能自由表达其意志，才能真正贯彻民主的精神。假如只有相信共产主义的人才有言论自由，那还谈什么思想自由言论自由？同时，要实行民主政治，必得有一种公道的精神。所谓公道的精神，一是好的说他好，不好的说他不好，二是我固然可以相信我所相信的，但我也尊重你可以相信你所相信的。 |
| ——储安平《中国的政局》《中国现代思想史简编第五卷》34页 | |

|                                                           | 共产党对人，只有「敌」「我」，跟他们跑的，他们可以承纳，不跟他们跑的，他们一律敌视。一切都以实际利害为出发，不存任何人情与友谊。要捧一个人，集体地捧他起来，要攻击一个人，集体地把他打了下去。公平的反面就是极端，共产党的极端作风，实在大大地限制了他获得同情的范围，亦即减少他获得成功的速度；梁漱溟先生的摆脱现实政治和张君勱先生的脱离民盟，也多少与共产党这种极端作风有关。老实说，我们现在争取自由，在国民党统治下，这个「自由」还是一个「多」「少」的 问题，假如共产党执政了，这个“自由”就变成了一个「有」「无」的问题了。 |
| ——储安平《中國的政局》，《中国现代思想史简编第五卷》 35页 | |

|                                                        | 中国今日需要努力者，即是要大家来推动，使这个国家进入于法治境界。要讲法治，即须尽量使制度法律化，人迁就制度，不要制度迁就人，不要因人立制，不要因人授权。 |
| ——储安平《国大评论》，《中国现代思想史简编第五卷》44页 | |

## 家庭
1933年，储安平与端木露西结婚，后离异，育有四子女。1949年后，与易吟先结婚，1957年反右运动后离婚。
储安平子女有储望英（长子）、储望德（次子）、储望瑞（女儿）、儲望華（幼子，音乐家，现居澳大利亚）。

## 著作
- 《储安平文集》张新颖等编，东方出版中心，ISBN 9787806272947 ，1998-07。（有部分删节）

- 《说谎者》（新月派文学作品专辑） 上海书店1992年12月影印版 ，ISBN 9787805696218
- 《给弟弟们的信》（散文集） 开明书店1936年出版
- 《英国采风录》商务印书馆1945年出版，1986年岳麓书社再版，2005年东方出版社再版，ISBN 9787506023207
- 《英人法人中国人》观察丛书1948年出版 ，2005年辽宁教育出版社再版，ISBN 9787538276008
- 《英国和印度》科学书店1940年代出版
- 《玛纳斯河垦区──新疆旅》中国青年出版社1956年出版
- 《新疆新面貌──新疆旅行通信集》作家出版社1957年出版

## 延伸阅读
- 观察（1－6卷），岳麓书社，1999年，ISBN 9787805207988
- 谢泳，储安平与《观察》，中国社会出版社，ISBN 9787508707013
- 谢泳，储安平：一条河流般的忧郁，中国青年出版社，1999年，ISBN 9787500633471
- 程巢父、谢泳，追寻储安平，广州出版社，1998年。ISBN 9787805928258。
- 章诒和，往事并不如烟，人民文学出版社，2004年，ISBN 9787020044405
  - 章诒和，最后的贵族，牛津大学出版社，2004年3月，ISBN 0195970659
- 戴晴，储安平与“党天下”，中国华侨出版公司，1989年，ISBN 9787800741104
- 戴晴，梁漱溟王实味储安平，江苏文艺出版社，1989年，ISBN 9787539901367
- 謝泳，儲安平和他的時代──紀念儲安平誕辰一百周年學術研討會論文集，秀威出版，2009年，ISBN 9789574167531
- 蔡尚思; 李华兴 (编). . 浙江人民出版社. 1982年.